# Departamento de Tacna (Chile)
El Departamento de Tacna fue una antigua división territorial de Chile, perteneciente a la Provincia Chilena de Tacna. La cabecera del departamento fue la comuna de Tacna. Fue creado sobre parte de la provincia peruana de Tacna, que a raíz del Tratado de Ancón pasó a ser administrada por Chile. Luego se incorporó parte de la Provincia peruana de Tarata, del Departamento peruano de Tacna. En 1925, se separa Tarata, restituyéndose al Perú. 
El 30 de diciembre de 1927, con el DFL 8582, se define la Provincia de Tacna. Con el DFL 8583, se crean las nuevas comunas-subdelegaciones del departamento. Finalmente con el Tratado de Lima en 1929, se reconstituye el departamento con nuevos límites reincorporándose al Perú.

## Límites
El Departamento de Tacna limitaba:
- Al norte con el río Sama y Locumba.
- Al oeste con el océano Pacífico.
- Al sur con el Departamento de Arica.
- Al este con la cordillera de los Andes, Candarave y Bolivia.

## Administración

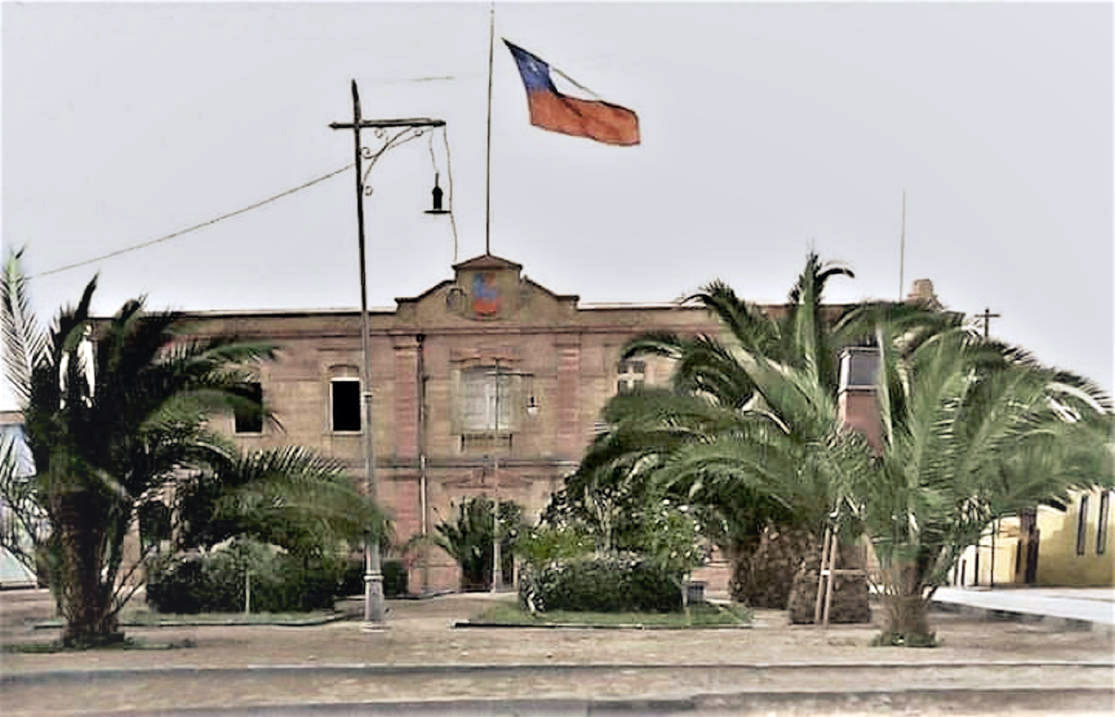
Fachada de la Intendencia de Tacna con la bandera de Chile, año 1920.

La Ilustre Municipalidad de Tacna se encargaba de la administración local del departamento, con sede en Tacna, en donde se encontraba la Gobernación Departamental, y la Intendencia Provincial. 
Con el Decreto de Creación de Municipalidades del 22 de diciembre de 1891, se crean las siguientes municipalidades con sus sedes y cuyos territorios son las subdelegaciones detalladas a continuación:
| Municipalidad Sede        | Subdelegaciones       |
| ------------------------- | --------------------- |
| Tacna                     | 1.ª, El Callao        |
| Tacna                     | 2.ª, San Ramón        |
| Tacna                     | 3.ª, El Mercado       |
| Tacna                     | 4.ª, El Alto del Lima |
| Tarata (1891-1925) Tarata | 5.ª, Pocollai         |
| Tarata (1891-1925) Tarata | 6.ª, Pachía           |
| Tarata (1891-1925) Tarata | 7.ª, Palca            |
| Tarata (1891-1925) Tarata | 8.ª, Tarata           |
| Tarata (1891-1925) Tarata | 9.ª, Sama             |
| Tarata (1891-1925) Tarata | 10.ª, Calana          |

El 1 de septiembre de 1925, la subdelegación de Tarata vuelve al Perú.
En 1927, con el DFL 8582 se modifica la composición del departamento y con el DFL 8583 se definen las nuevas subdelegaciones y comunas, que entran en vigor el año 1928.

## Subdelegaciones
Las subdelegaciones, cuyos límites asigna el decreto del 9 de noviembre de 1885 y 10 de mayo de 1886 son las siguientes:
- 1a, El Callao.
- 2a, San Ramón.
- 3a, El Mercado.
- 4a, El Alto del Lima.
- 5a, Pocollai.
- 6a, Pachía.
- 7a, Palca.
- 8a, Tarata.
- 9a, Sama.
- 10a, Calana.

Nota: las subdelegaciones nombradas en el Decreto de Creación de Municipalidades, difieren con las DFL8583 de 1927.
Según el DFL 8583:
- 1a, Intendencia.
- 2a, Comercio.
- 3a, Pocollay.
- 4a, Pachía.
- 5a, Palca.
- 6a, Tarata.
- 7a, Sama.

Nota: En el DFL 8583 no se nombra Tarata, que en 1925 pasó al Perú. 

## Comunas y subdelegaciones (1927)

Provincia de Tacna, Chile entre 1925 y 1929 tras cambios en las subdivisiones internas y la entrega de Tarata.

De acuerdo al DFL 8583 del 30 de diciembre de 1927, en el Departamento de Tacna se crean las comunas y subdelegaciones con los siguientes territorios:
| Comuna | Subdelegaciones  |
| ------ | ---------------- |
| Tacna  | 1.ª, Intendencia |
| Tacna  | 2.ª, Comercio    |
| Tacna  | 3.ª, Pocollay    |
| Palca  | 4.ª, Pachía      |
| Palca  | 5.ª, Palca       |
| Sama   | 7.ª, Sama        |

Las comunas de Tacna, Palca y Sama formarán una sola agrupación municipal, cuya cabecera será la ciudad de Tacna.
En 1929, gran parte del departamento pasa al Perú, con el Tratado de Lima. El remanente fue transferido al departamento de Arica, que permaneció bajo soberanía chilena.